# Valea Bourei, Suceava
Valea Bourei este un sat în comuna Dolhești din județul Suceava, Moldova, România.
 Acest articol despre o localitate din județul Suceava este deocamdată un ciot. Puteți ajuta Wikipedia prin completarea lui.